# Casa do Infante
A Casa do Infante, ou Casa da Rua da Alfândega Velha é um museu e um dos edifícios mais antigos da cidade do Porto, em Portugal.
A Casa do Infante é tradicionalmente tida como o local de nascimento do Infante D. Henrique, patrono dos descobrimentos portugueses. Trata-se de um conjunto edificado que ocupa uma extensa área da zona ribeirinha do Porto e que foi sofrendo sucessivas alterações ao longo dos tempos. Está sediado neste complexo de edifícios, desde os anos oitenta do século XX, o Arquivo Histórico Municipal do Porto. 

## Alfândega medieval
Em 1325 o rei D. Afonso IV mandou construir neste local o "almazém" régio, contra a vontade do bispo, então senhor do burgo. Assim nasceu a Alfândega do Porto, para onde eram encaminhadas todas as mercadorias que aportavam à cidade, a fim de ser cobrado o respectivo imposto.
O edifício primitivo era constituído por duas altas torres e um pátio central, cuja localização ainda se pode identificar. Os pisos mais elevados da torre norte funcionavam como local de habitação. O desenvolvimento comercial reflectiu-se na progressiva monumentalização do edifício alfandegário. Logo no século XV, D. João I mandou construir um corpo avançado, cujo pórtico rematava por um lintel com uma inscrição e um nicho onde estava a imagem da Virgem, protectora das alfândegas.
A oriente do edifício principal havia um amplo recinto, onde funcionava a Casa da Moeda, cujas origens remontam também ao século XIV. Nas imediações foram-se concentrando outros importantes serviços da Coroa, como a Contadoria da Fazenda e o Paço dos Tabeliães.
A construção do cais de desembarque e a abertura da então Rua Nova — hoje Rua do Infante D. Henrique — são consequência deste desenvolvimento e desempenharam um papel fundamental no ordenamento urbanístico da zona ribeirinha. Aí se localizavam também a Bolsa dos Comerciantes e numerosas casas de oficiais régios e de gente abastada da cidade.

## Berço do Infante
O edifício da velha Alfândega está intimamente ligado à figura do Infante D. Henrique que, segundo a tradição, teria nascido neste local, em 1394. A origem portuense do Infante D. Henrique é conhecida através do cronista Fernão Lopes. No Arquivo Histórico Municipal do Porto existe o documento com as despesas efectuadas durante as festas do seu baptizado, em 1394.
A ligação do nascimento do Infante a este edifício entronca numa tradição popular. Sabemos que a torre norte foi habitação do almoxarife do rei, podendo ter sido este o local de estadia da corte. Aliás, o herdeiro do trono, D. Duarte, nascera em Viseu três anos antes e precisamente nas mesmas circunstâncias, em casa do almoxarife. A credibilidade da versão popular assenta ainda no facto de se tratar do maior edifício civil do burgo e de ser propriedade da coroa.

## Remodelações
No século XVII, todo o conjunto da Alfândega e Casa da Moeda sofreu profundas alterações. A fachada avançou sobre a rua, até ao limite actual. Foi demolida a parte superior das torres, as quais deram lugar a dois amplos cobertos. Uma inscrição de 1677 assinala esta obra. A Casa da Moeda medieval foi parcialmente demolida durante um interregno de laboração (1607-1688), passando a funcionar mais tarde em metade do seu espaço inicial. Os serviços alfandegários continuaram a funcionar neste local até ao século XIX, sendo então transferidos para a Alfândega Nova, em Miragaia. Depois disso, a Casa do Infante foi utilizada por particulares, como armazém de mercadorias.
Classificado como Monumento Nacional em 1924, o edifício veio a ser alvo de um grande restauro pela Direcção-Geral dos Edifícios e Monumentos Nacionais, no fim da década de 1950. Foi então entregue à Câmara Municipal do Porto e ocupado pelo Gabinete de História da Cidade. Em 1980, este deu origem ao Arquivo Histórico Municipal do Porto, com catálogo disponível on-line, que conserva a documentação camarária desde o período medieval, para além de uma excelente colecção de plantas da cidade e ainda uma boa biblioteca com vasta e variada bibliografia dedicada à história do burgo, e seu catálogo disponível on-line.

## Edifício actual
Na década de 1990 foram feitas profundas escavações arqueológicas, cujos resultados, juntamente com o estudo documental e arquitectónico, permitiram conhecer com pormenor o local. As escavações proporcionaram uma visão mais rica dos edifícios e dos homens que os utilizaram. Para além dos objectos do quotidiano, as cerâmicas, os vidros, os selos da alfandegagem, entre outros objectos, constituem importantes indicadores dos fluxos comerciais que a cidade do Porto foi mantendo ao longo dos séculos.
A pesquisa arqueológica permitiu também a descoberta de vestígios de ocupações anteriores, nesta zona ribeirinha. Foram encontrados importantes testemunhos da ocupação romana, destacando-se os primeiros mosaicos do Baixo Império encontrados no Porto. A musealização destes vestígios, no local onde foram descobertos, foi um elemento essencial do projecto de transformação das instalações. Um circuito de visita museológico ilustra a história do local, desde a ocupação romana, com recurso a aplicações multimédia e a uma maqueta interactiva representando o Porto Medieval. Este núcleo museológico está integrado no Museu da Cidade.

## Galeria

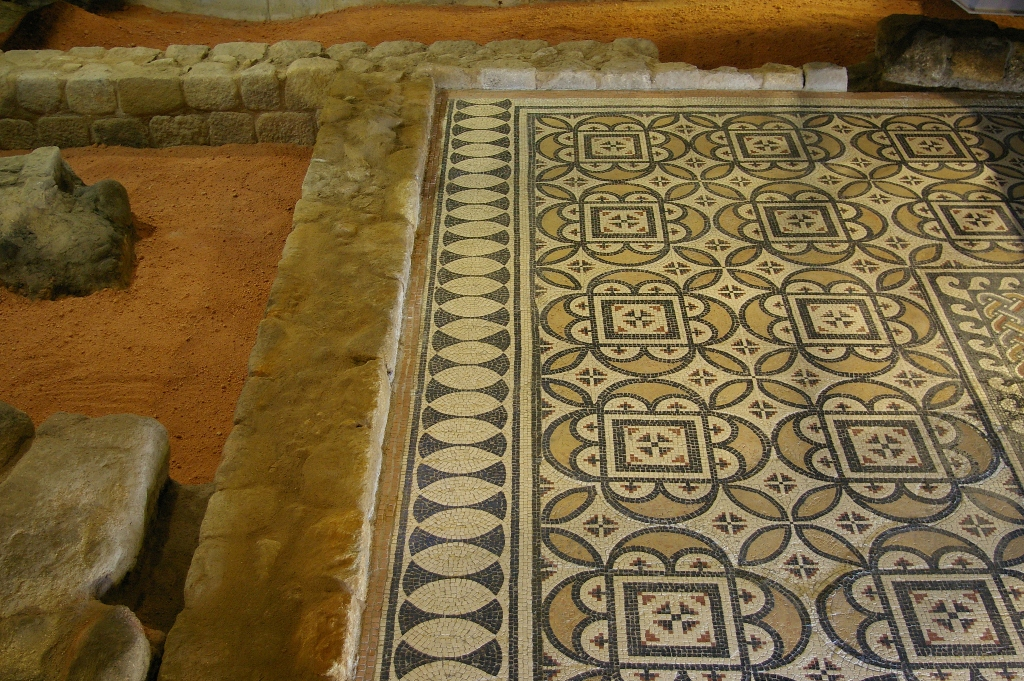
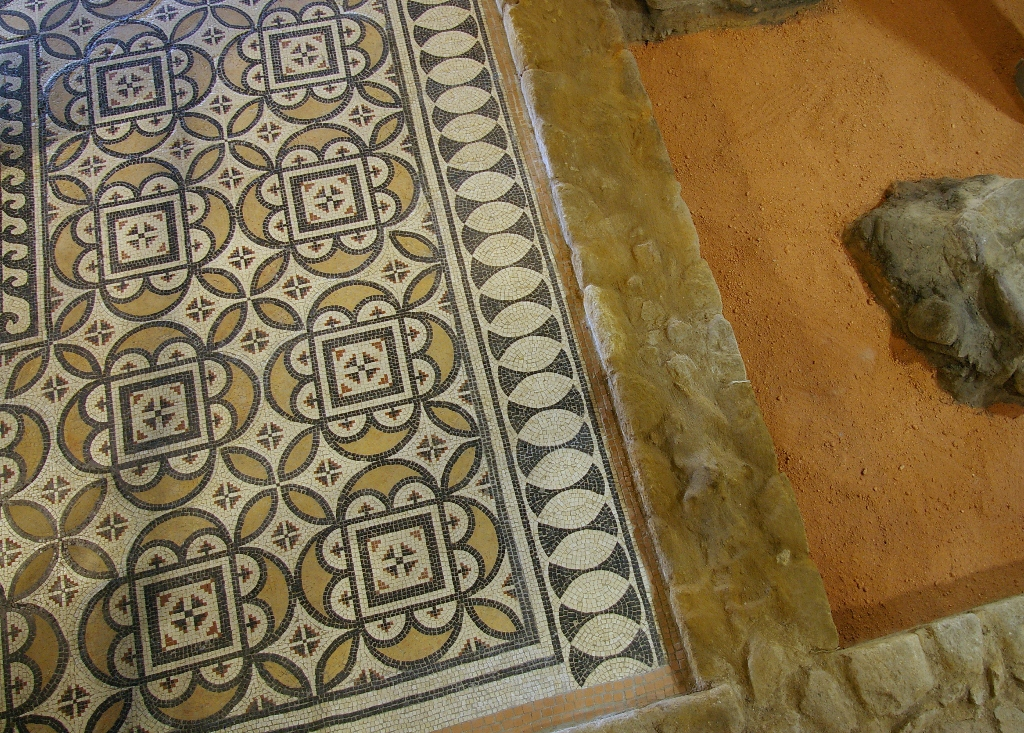
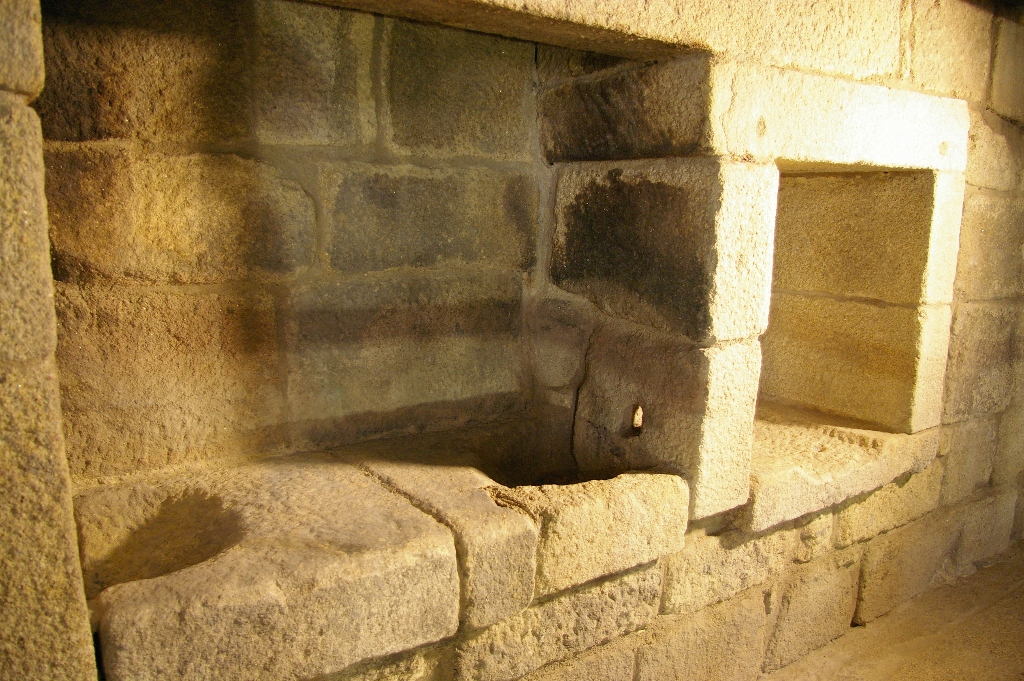
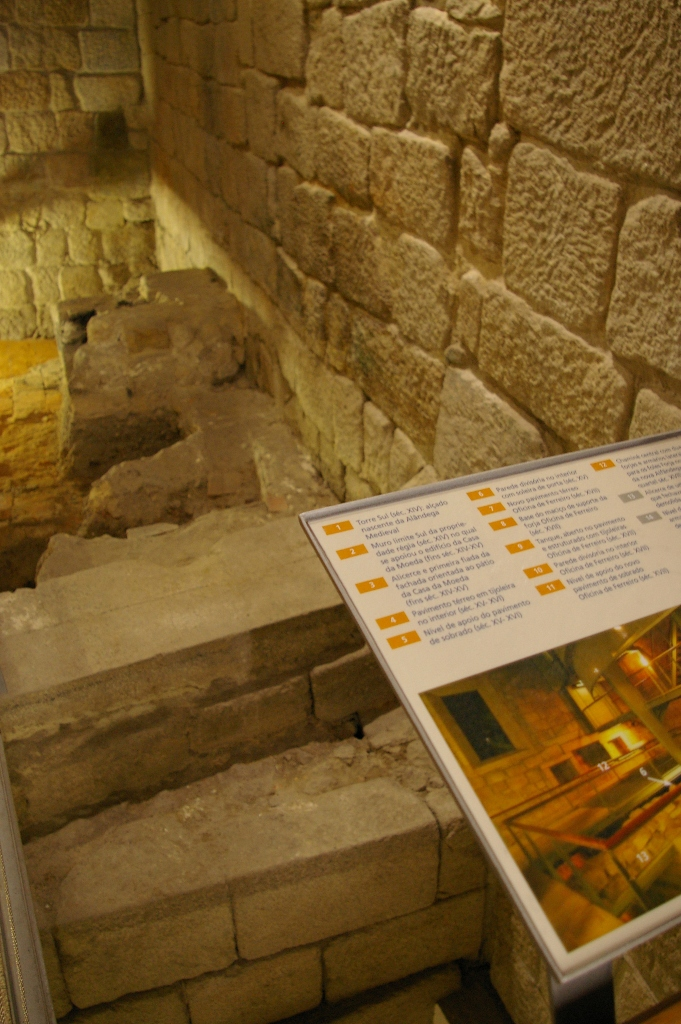
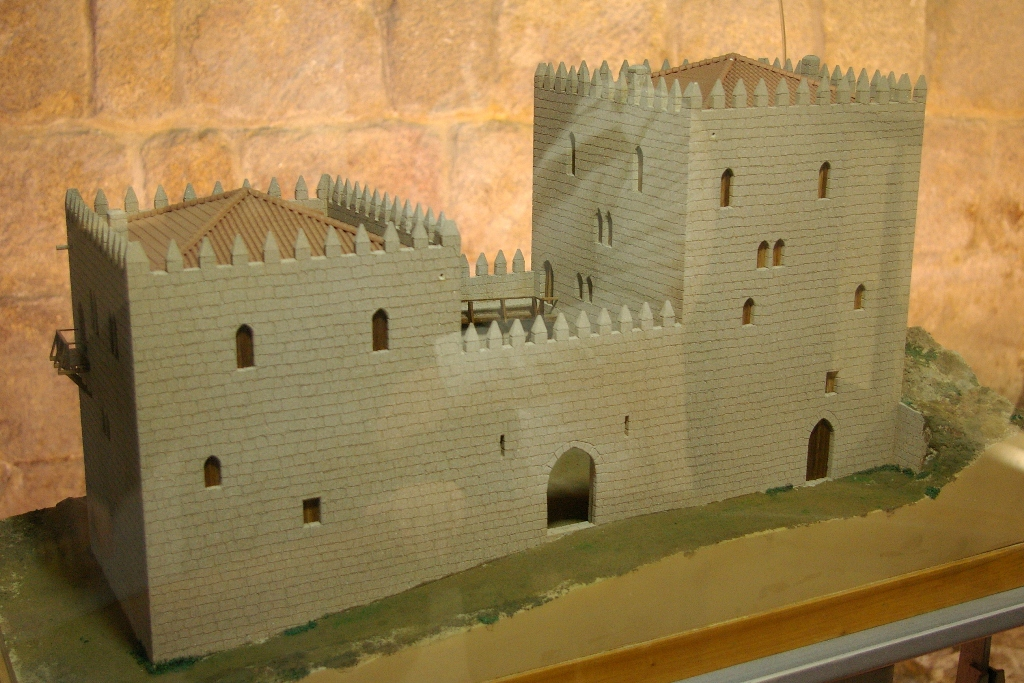
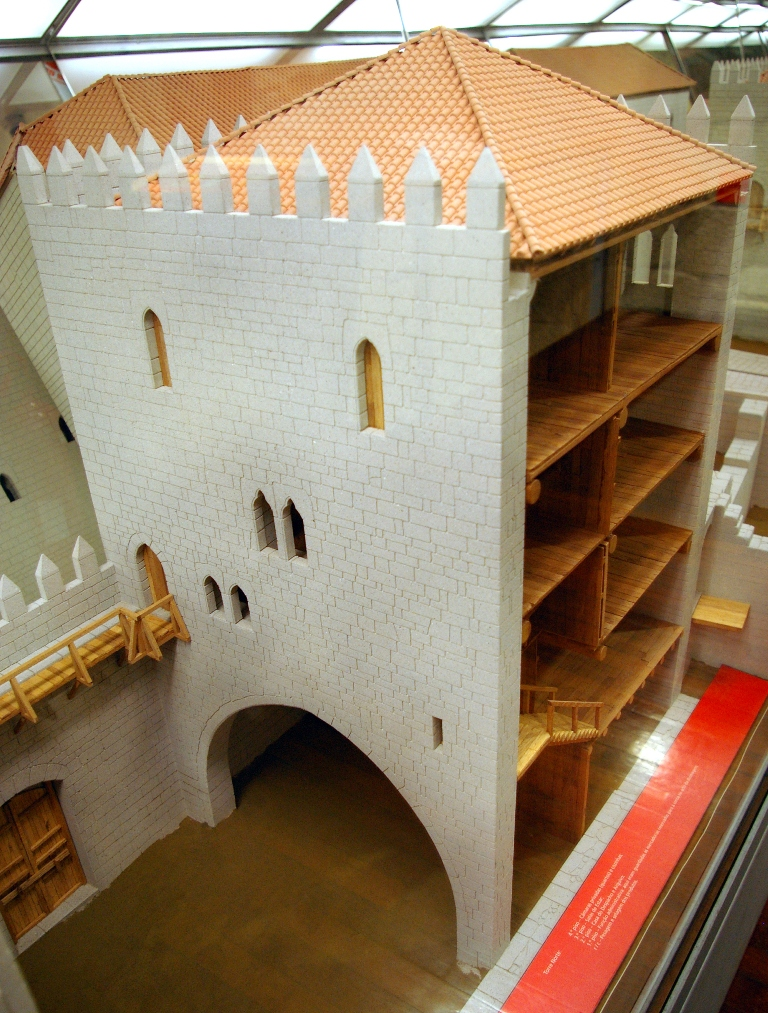
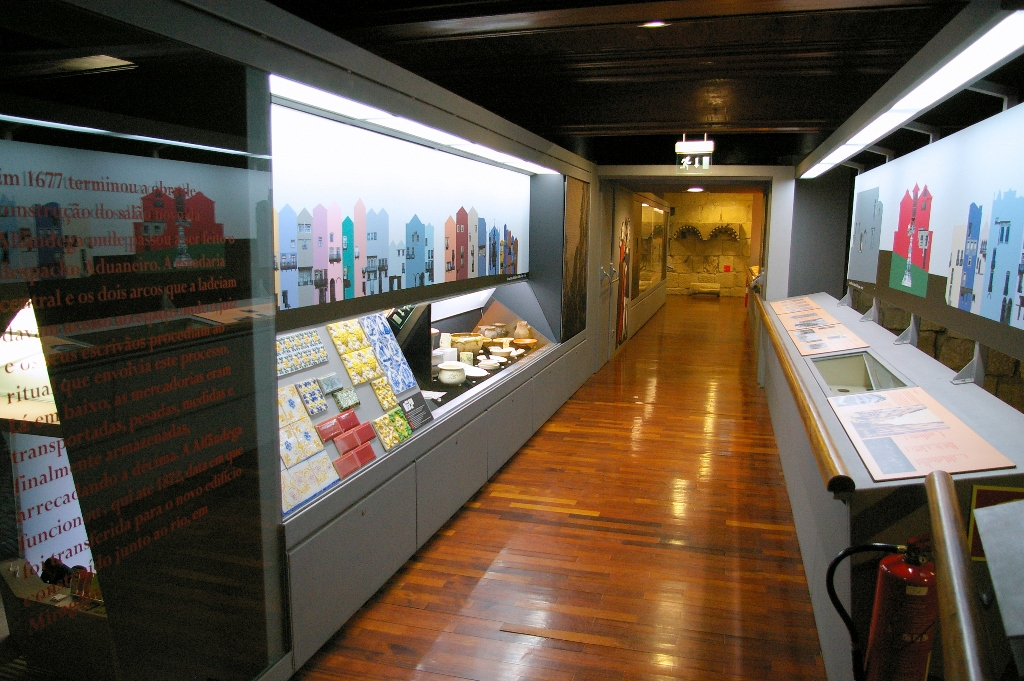
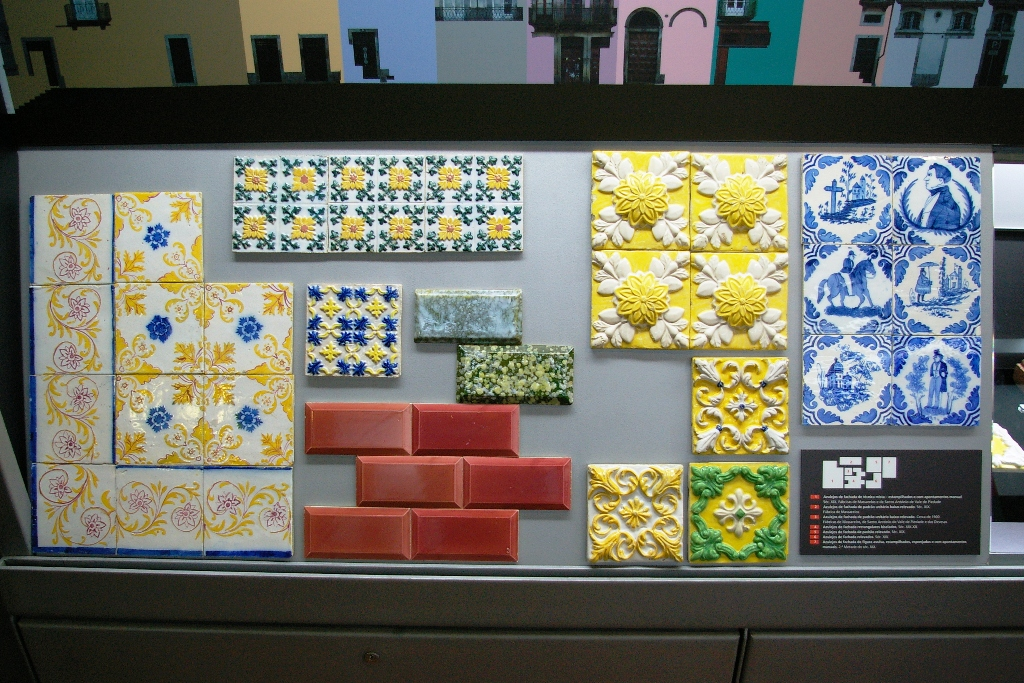